# Bulbophyllum kittredgei
Bulbophyllum kittredgei är en orkidéart som först beskrevs av Garay, Hamer och Emily Steffan Siegerist, och fick sitt nu gällande namn av Jaap J. Vermeulen. Bulbophyllum kittredgei ingår i släktet Bulbophyllum och familjen orkidéer.
Artens utbredningsområde är Filippinerna. Inga underarter finns listade i Catalogue of Life.